# 马尔莫 (法国)
马尔莫（法語：Marmeaux，法語發音：[maʁmo]）是法国勃艮第-弗朗什-孔泰大区约讷省的一个市镇，属于阿瓦隆区。

## 地理
马尔莫（47°34'56"N, 4°5'47"E）面积10.76 平方千米，位于法国勃艮第-弗朗什-孔泰大區约讷省，该省份为法国中北部内陆省份，西接卢瓦雷省，西北接塞纳-马恩省，南至涅夫勒省，东临科多尔省，东北与奥布省接壤。
与马尔莫接壤的市镇（或旧市镇、城区）包括：沙泰勒热拉尔、桑蒂尼、塔尔西。

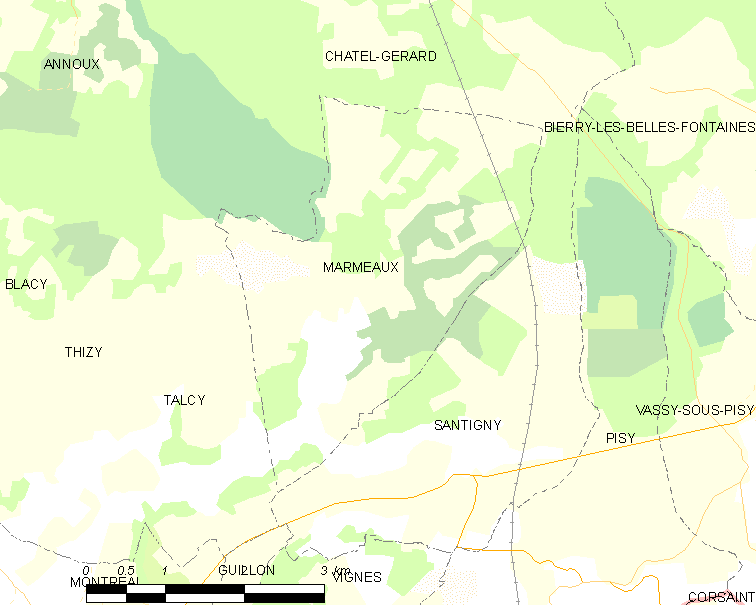
的OSM定位图

马尔莫的时区为UTC+01:00、UTC+02:00（夏令时）。

## 行政
马尔莫的邮政编码为89420，INSEE市镇编码为89244。

## 政治
马尔莫所属的省级选区为沙布利县。

## 人口

1962-2008年间人口变化图示

马尔莫于2022年1月1日时的人口数量为84人。